# Scaptodrosophila fungi
Scaptodrosophila fungi är en tvåvingeart som först beskrevs av Bock och Parson 1978.  Scaptodrosophila fungi ingår i släktet Scaptodrosophila och familjen daggflugor. Inga underarter finns listade i Catalogue of Life.